# Binche-Chimay-Binche (vrouwen)
Binche-Chimay-Binche is een eendaagse wielerwedstrijd die sinds 2021 wordt verreden tussen Binche (start- en finishplaats) en Chimay in de provincie Henegouwen, België.

## Geschiedenis
De eerste editie voor de vrouwen van de mannenwedstrijd Binche-Chimay-Binche werd georganiseerd in 2021 met de Belgische Sara Van de Vel als winnaar.

## Overwinningen per land
| Overwinningen | Land                |
| ------------- | ------------------- |
| 2             | Verenigd Koninkrijk |
| 1             | België, Nederland   |

Mannen: 1911 · 1912 · 1913-1921 · 1922 · 1923 · 1924 · 1925 · 1926 · 1927 · 1928 · 1929 · 1930 · 1931-1983 · 1984 · 1985 · 1986 · 1987 · 1988 · 1989 · 1990 · 1991 · 1992 · 1993 · 1994 · 1995 · 1996 · 1996-2009 · 2010 · 2011 · 2012 · 2013 · 2014 · 2015 · 2016 · 2017 · 2018 · 2019 · 2020 · 2021 · 2022 · 2023 · 2024 · 2025
Vrouwen: 2021 · 2022 · 2023 · 2024 · 2025